# ハローCQ (曲)
『ハローＣＱ』は映画『和〜WA〜』（わ　ＷＡ）の主題歌として、森田健監督が作詞した楽曲である。

## 解説
映画『和〜WA〜』の劇中歌・主題歌として使用された本作は、2014年6月21日にダウンロードシングルとしてリリースされた。歌手の星野聖良は、映画にもヒロイン星美役として出演している。2015年1月23日より有線放送で流れはじめると、わずか4週間足らずの2016年2月20日にはUSENリクエスト J-POP HOT30 22位にランクインする。

## 収録曲
1. 「ハローＣＱ」メインテーマソング [3:19]
（作詞：森田健 / 作曲：森田洋美 ）